# 陈秀连站
陈秀连站位於馬來西亞吉隆坡陈秀连路，是吉隆坡安邦线和大城堡线及布城線的其中一个车站。本站属于安邦线第一阶段线路，于1996年12月16日开始运营。

## 車站概要
本站是安邦线與大城堡線相连的最后一个换乘站，2A月台作為往安邦站或布特拉高原站方向的月台，並於本站以南分歧，2B月台則是作為兩種列車往冼都東站方向，各列車抵達本站後，列車會以廣播提醒往安邦或布特拉高原方向之旅客，須在本站換車。
本站位于半山芭南缘的陈秀连路旁，因此被命名為陳秀連站，是吉隆坡唯二以華人人物命名的車站（另一座車站為吉隆坡單軌的秋傑站）。而陈秀连路则是以吉隆坡华人铁厂之父陈秀连（1845-1927）的名字来命名。陈秀连曾经担任雪兰莪番禺会馆的名誉主席和雪兰莪中华总商会经理，也是第一届雪兰莪州议会华人议长。当时英殖民政府为纪念他的功绩，便将当时仍属于雪兰莪的吉隆坡的一条路以他的名字命名。就如半山芭站，本站曾是馬來亞鐵道屬下的通勤車站之一，後來為配合1998年於吉隆坡舉辦的共和聯邦運動會，而提升改建為目前的輕快鐵服務。本站附近有若干间政府部门如公共工程局分行等。
2016年7月，隨著大城堡線延長路段的開通、大城堡線改為列車自動控制系統，安邦線列車改為安邦站至陳秀連站區間運行，使用安邦線之旅客需在本站換車，造成高峰時段大量人潮擠滿在月台上。此情況一直延續到同年12月1日，安邦線列車恢復安邦站至冼都東站的運行後，才獲得改善。

## 车站结构

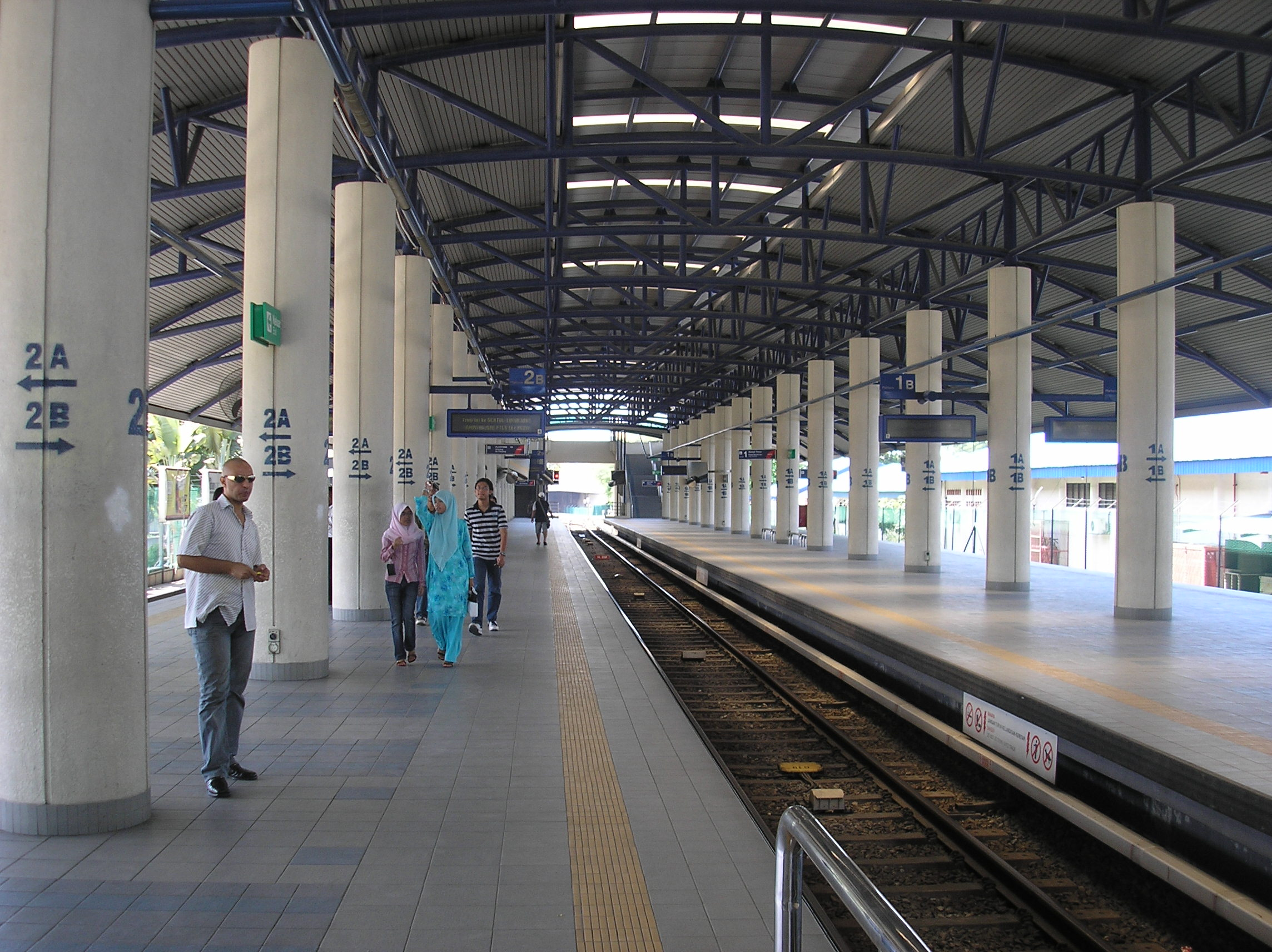
站内一览，左边为岛式站台，右边也是，只不过已被停用。

本站為安邦線與大城堡線兩線共線的端點站，前往安邦站和布特拉高原站列車經過本站後，將分別前往安邦或大城堡與蒲種方向駛去。本站作為安邦線與大城堡站的重要转换站，因此採西班牙式月台佈局，共設置4個月台（分别為“1A”、“1B”、“2A”與“2B”），方便旅客换乘。此站的设计类似其他车站，多层屋顶由格子框架、白灰色墙壁和支柱。所有楼层都有楼梯和手扶梯连接。
| 二楼      |                                             |                                          |
| 1A号站台: | 已停用                                      |                                          |
| 岛式站台  |                                             |                                          |
| 1B号站台: | 已停用                                      |                                          |
| 2B号站台: | 3 安邦线/4 大城堡线 34往 AG1 SP1 冼都東 (→) |                                          |
| 岛式站台  |                                             |                                          |
| 2A号站台: | 3 安邦线往 AG18 安邦 (←)                    |                                          |
|           | 4 大城堡线往 SP31 布特拉高原 (←)            |                                          |
| 一楼      | 车站大厅                                    | 自动售票机、验票闸门、售票站、车站控制台 |
| 地面      | 街道                                        | 砂拉越路                                 |